# Льїбер
Льїбер (валенс. Llíber, ісп. Llíber) — муніципалітет в Іспанії, у складі автономної спільноти Валенсія, у провінції Аліканте. Населення — 967 осіб (2022).

## Географія
Муніципалітет розташований на відстані близько 370 км на південний схід від Мадрида, 60 км на північний схід від Аліканте.

## Демографія
Динаміка населення (INE ):

## Галерея зображень

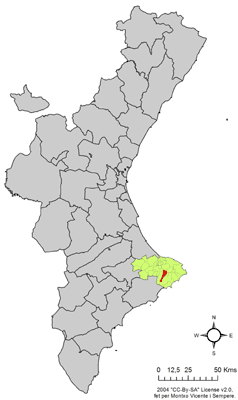
Розташування муніципалітету Льїбер у автономній спільноті Валенсія
Розташування муніципалітету Льїбер у комарці Маріна-Альта